# Ischnura cardinalis
Ischnura cardinalis – gatunek ważki z rodziny łątkowatych (Coenagrionidae).